# Hotel Jugoslavija
El Hotel Jugoslavija (en serbio: Хотел Југославија) fue un hotel situado en la ciudad de Belgrado, y uno de los hoteles de lujo más antiguos de Serbia y la antigua Yugoslavia. Ubicado en el barrio de Zemun a orillas del río Danubio, fue inaugurado en 1969 como uno de los hoteles más grandes de la región, albergando a las celebridades y altos funcionarios que visitaban Belgrado. Cerró en 2006, pero una parte del hotel operó entre 2013 y 2024.
El edificio se convirtió en uno de los íconos de la arquitectura moderna de la década de 1960. Fue demolido en enero de 2025.

## Historia
La historia del hotel se remonta a la década de 1940, con la necesidad de la ciudad de Belgrado de contar con un hotel moderno capaz de alojar a turistas e inversionistas extranjeros. En 1947 se convocó a un concurso para fijar el diseño del proyecto, en el que participaron famosos arquitectos como Mladen Kauzlarić, Lavoslav Horvat y Kazimir Ostrogović, seguidores de la escuela modernista de Zagreb. El hotel fue construido según el proyecto del arquitecto Lavoslav Horvat, con modificaciones. Distinguidos creadores y constructores, como los arquitectos Milorad Pantovic y Vladeta Maksimovic, y el académico Ivan Antić participaron en el diseño del hotel y su interior. De acuerdo con el concepto original, el hotel iba a ser llamado Belgrado. Las obras comenzaron en 1948, pero se paralizaron en 1949. No se reanudó con su construcción sino hasta 1960, siendo inaugurado en 1969.
Durante los bombardeos de la OTAN sobre Yugoslavia en 1999, el hotel fue alcanzado por 2 misiles, dañando el ala oeste. Parte del hotel era propiedad de Arkan, y el ataque se realizó bajo el pretexto de ser utilizado como cuartel por sus fuerzas paramilitares. Un ala fue reabierta el 9 de febrero de 2008 como el Gran Casino Belgrado. 
En enero de 2010, el sitio de 4,5 hectáreas, incluyendo el hotel fue comprado en su totalidad por inversores griegos, con el objeto de proyectar su desarrollo como un hotel de 157.000 metros cuadrados de estándar mundial, con un centro comercial, y una torre residencial de 33 pisos de altura.
En 2023, el hotel fue vendido a una firma local llamada Millenium Team por una cifra equivalente a más de 27 millones de euros. El edificio fue demolido en enero de 2025, y se proyecta erigir en su lugar un complejo con nuevo hotel de 200 habitaciones y dos edificios de oficinas.

## Galería de imágenes

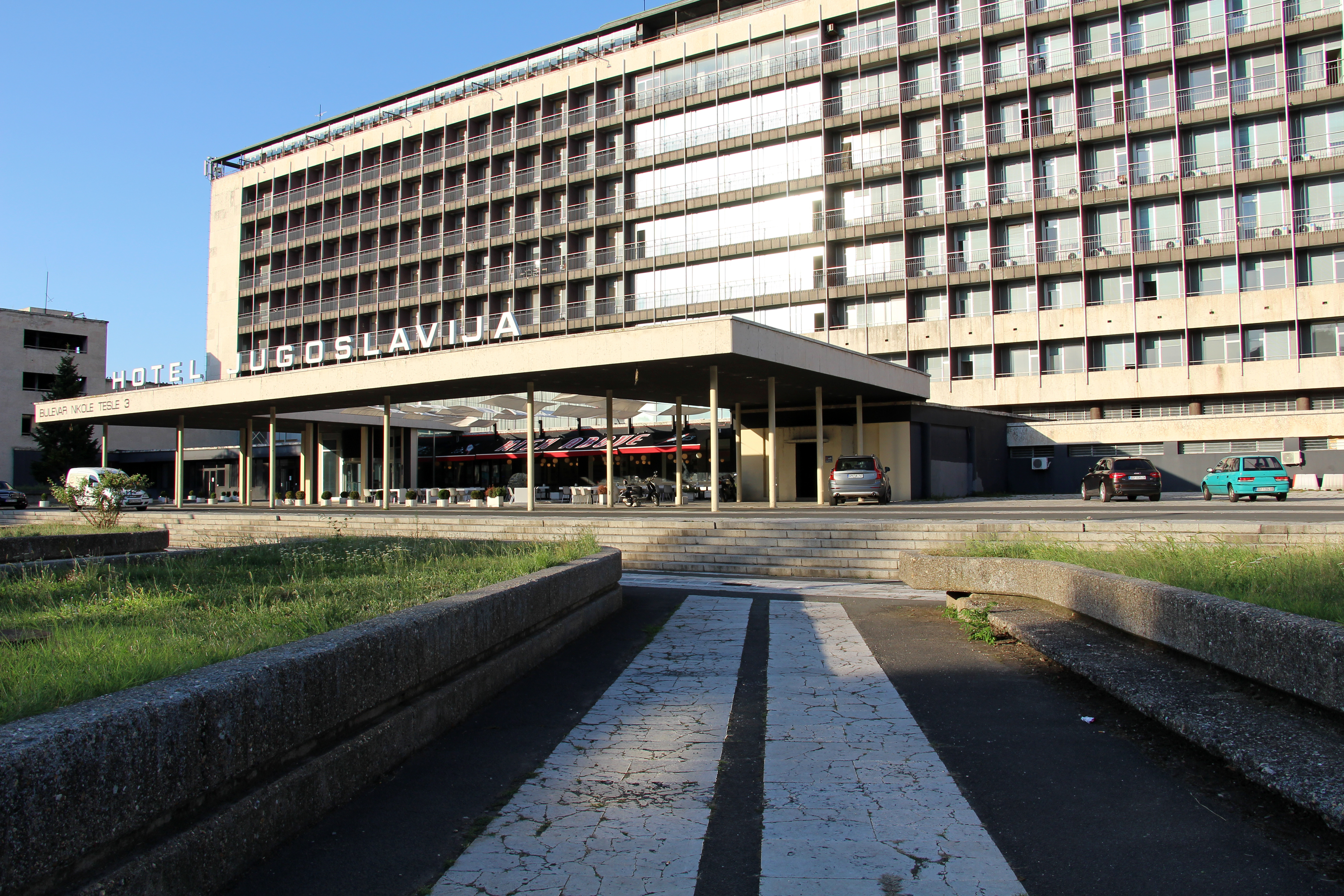
Entrada principal del hotel, 2018
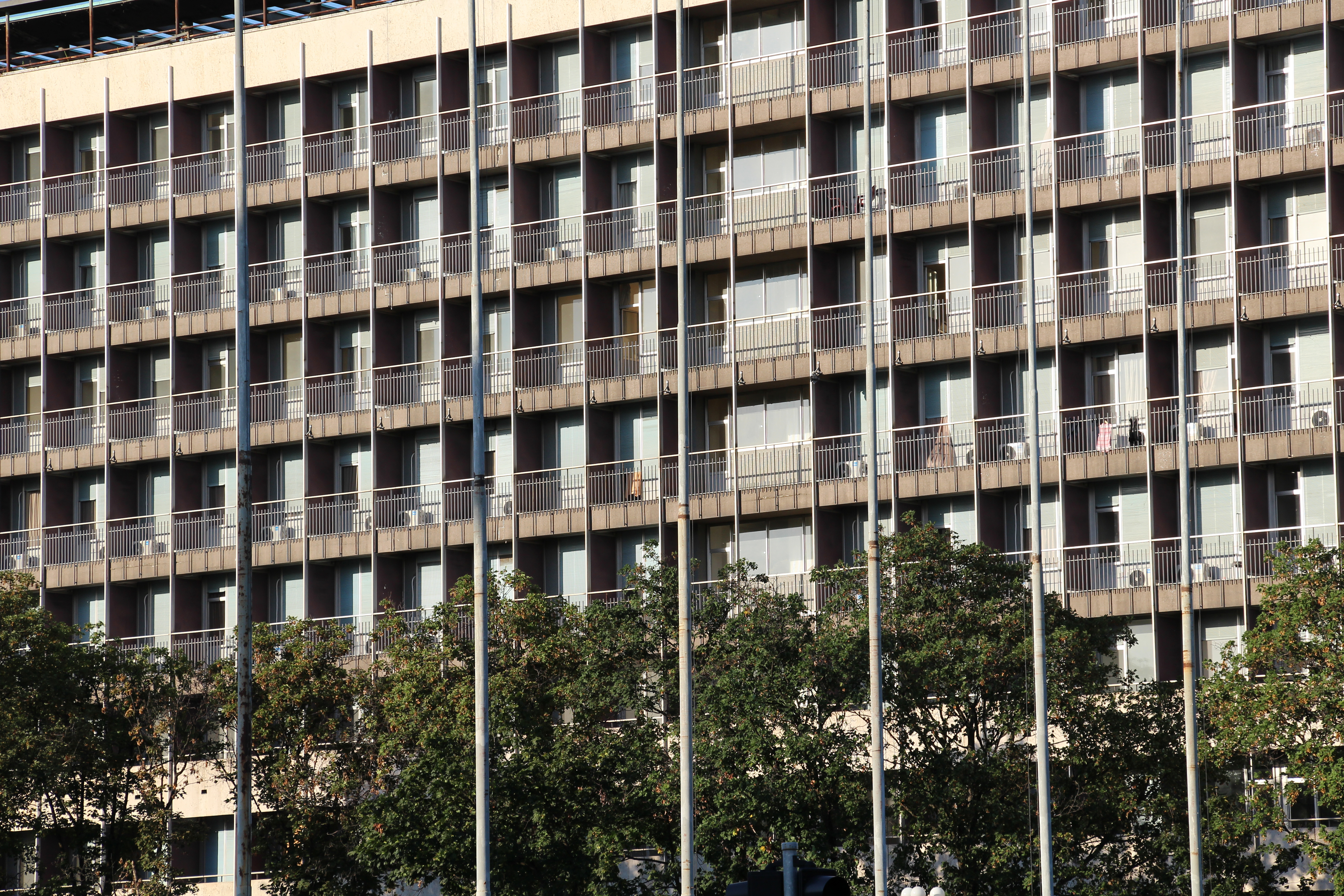
Fachada y balcones de habitaciones
- Maqueta digital del nuevo proyecto